# Negaprion brevirostris
Cá mập chanh (tên khoa học Negaprion brevirostris) là một loài cá mập. Là một thành viên của họ Carcharhinidae, cá mập chanh có thể phát triển đến chiều dài 10 foot (3,0 m). Chúng được tìm thấy ở vùng biển nông cận nhiệt đới. Chúng thường kiếm ăn vào, chúng dùng thụ quan điện (electroreceptor) để tìm cá. Loài này noãn thai sinh, con cái đa phu và có chu kỳ sinh sản hai năm một lần. Cá mập chanh không phải mối đe dọa lớn của con người.